# Nikolaj Barzarin
‎
Nikolaj Barzarin (rusko Николай Эрастович Берзарин), sovjetski general, * 1904, † 1945.

## Življenjepis
Med drugo svetovno vojno je bil poveljnik več armad. Po vojni je bil prvi komandant Berlina.